# Prix Mergier-Bourdeix
O Prix Mergier-Bourdeix da Académie des Sciences é concedido a jovens cientistas franceses por excelência em matemática ou ciências naturais.
É concedido desde 1988, e mais recentemente a cada dois anos. É dotado com 45.000 Euros (antes de 2015 eram 20.000 Euros). É um Grand Prix da Academia Francesa de Ciências.
É denominado em memória de Paul Louis Mergier e Suzanne Bourdeix.

## Recipientes
- 1988 Jean Écalle, matemática
- 1989 François Mathey, química
- 1990 Thibault Damour, física
- 1992 Jean Dalibard, física, Jean Weissenbach, genética molecular
- 1993 Marc-André Delsuc, pesquisa de biomoléculas
- 1994 Jean-Pierre Demailly, matemática
- 1995 Didier Roux, físico-química
- 1996 Jean-Loup Waldspurger, matemática
- 1997 Anne Dejean-Assémat, pesquisa do câncer
- 1998 Claude Jaupart, vulcanologia
- 1999 Mireille Blanchard-Desce, química
- 2000 Christophe Salomon, física (resfriamento laser)
- 2001 Emiliana Borrelli, neurobiologia molecular
- 2002 Fabrice Bethuel, matemática
- 2004 Hugues De Thé bioquímica
- 2005 Terence Strick, biologia e propriedades mecânicas de moléculas individuais
- 2008 Guido Kroemer, Apoptose
- 2009 Alessandro Morbidelli, mecânica celeste
- 2011 Vincent Artero, bioquímica
- 2013 Sylvia Serfati, matemática, Pierre Vanhove, física
- 2015 Lluis Quintana-Murci, genética humana
- 2017 Olivier Pouliquien, materiais granulares
- 2018 Damien Baigl, química[1]